# Griggs County
Das Griggs County ist ein County im Bundesstaat North Dakota der Vereinigten Staaten. Der Verwaltungssitz (County Seat) ist Cooperstown.

## Geographie
Das County liegt im mittleren Osten von North Dakota und hat eine Fläche von 2957 Quadratkilometern, wovon 28 Quadratkilometer Wasserfläche sind. Es grenzt im Uhrzeigersinn an folgende Countys: Nelson County, Steele County, Barnes County, Stutsman County, Foster County und Eddy County.

## Geschichte
Griggs County wurde 1881 gebildet. Benannt wurde es nach Alexander Griggs, dem Kapitän eines Dampfschiffes und Gründer der Stadt Grand Forks.

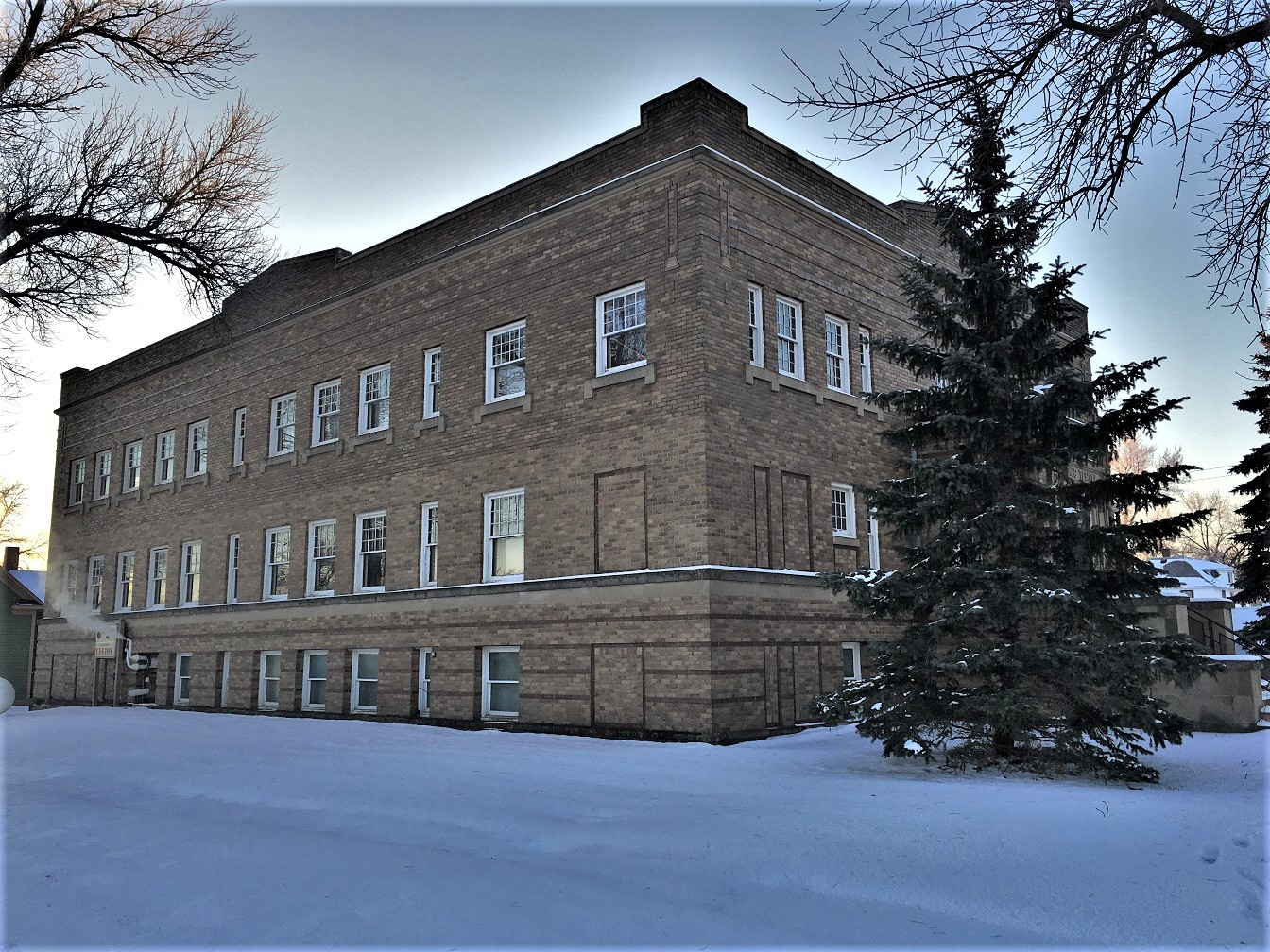
Die Northern Lights Masonic Lodge (2017) ist einer von vier Einträgen des Countys im National Register of Historic Places.

Vier Bauwerke und Stätten des Countys sind insgesamt im National Register of Historic Places eingetragen (Stand 24. März 2018).

## Demografische Daten

Alterspyramide des Griggs County

Nach der Volkszählung im Jahr 2000 lebten im Griggs County 2.754 Menschen. Davon waren 57 Bewohner in Sammelunterkünften untergebracht, die anderen Einwohner lebten in 1.178 Haushalten und 781 Familien. Die Bevölkerungsdichte betrug 2 Einwohner pro Quadratkilometer. Ethnisch betrachtet setzte sich die Bevölkerung zusammen aus 99,3 Prozent Weißen, 0,2 Prozent amerikanischen Ureinwohnern, 0,2 Prozent Asiaten und 0,2 Prozent aus anderen ethnischen Gruppen; 0,2 Prozent stammten von zwei oder mehr Ethnien ab. 0,4 Prozent der Bevölkerung waren spanischer oder lateinamerikanischer Abstammung.
Von den 1.178 Haushalten hatten 26,7 Prozent Kinder und Jugendliche unter 18 Jahre, die bei ihnen lebten. 59,3 Prozent waren verheiratete, zusammenlebende Paare, 4,7 Prozent waren allein erziehende Mütter, 33,7 Prozent waren keine Familien, 31,6 Prozent waren Singlehaushalte und in 18,6 Prozent lebten Menschen im Alter von 65 Jahren oder darüber. Die Durchschnittshaushaltsgröße betrug 2,29 und die durchschnittliche Familiengröße lag bei 2,88 Personen.
Auf das gesamte County bezogen setzte sich die Bevölkerung zusammen aus 22,5 Prozent Einwohnern unter 18 Jahren, 4,9 Prozent zwischen 18 und 24 Jahren, 21,1 Prozent zwischen 25 und 44 Jahren, 25,8 Prozent zwischen 45 und 64 Jahren und 25,7 Prozent waren 65 Jahre alt oder darüber. Das Durchschnittsalter betrug 46 Jahre. Auf 100 weibliche Personen kamen 99,4 männliche Personen. Auf 100 Frauen im Alter von 18 Jahren oder darüber kamen statistisch 99,9 Männer.
Das jährliche Durchschnittseinkommen eines Haushalts betrug 29.572 USD, das Durchschnittseinkommen der Familien betrug 38.611 USD. Männer hatten ein Durchschnittseinkommen von 26.981 USD, Frauen 19.327 USD. Das Prokopfeinkommen betrug 16.131 USD. 7,8 Prozent der Familien und 10,1 Prozent Familien lebten unterhalb der Armutsgrenze. Darunter waren 10,0 Prozent der Kinder und Jugendlichen unter 18 Jahren und 10,3 Prozent der Menschen über 65 Jahren.